# Куж-Ер (озеро, Моркинский район)
Куж-Ер (Кужъер, Кужьер, Долгое) — озеро республики Марий Эл Российской Федерации, расположенное на территории национального парка «Марий Чодра».

## География
Озеро расположено в юго-западной части Моркинского района Марий Эл, на севере национального парка «Марий Чодра», в кварталах 6, 11, 18 Керебелякского лесничества, в долине реки Илеть, на высоте 108 м над уровнем моря, в 2 км на юг от села Керебеляк Звениговского района. В 2 км на юг от Кужъера находится озеро Шутъер, в 1 км на север — озеро Ергежъер.

## Геология и гидрология
Как и большинство озёр Марий Эл, Кужъер имеет карстовое (провальное) происхождение. Входит в группу из шести карстовых озёр, расположенных у подножия восточного и юго-восточного склонов Керебелякской возвышенности: Ергеж-ер, Пушлегъер, Кужъер, Шутъер, Каракаер, Тот-ер. Озёрная котловина представляет собой узкую щелевидную впадину, вытянутую с севера на юг. Восточный берег пологий, западный — высокий (до 40 м).
Наибольшая глубина озера — 26,5 м, ширина — 200—210 м, длина — 1300—1350 м, площадь — 13,9 га, береговая линия относительно ровная.
Озеро питают подземные воды и ключи на высоком западном берегу. Кужъер связан узкой безымянной протокой с расположенным севернее озером Ергежъер и далее с речкой Убой. Имеется подземный сток, связывающий Кужъер с расположенным южнее озером Шутъер.
Вода в озере чистая, прозрачная на глубину до 4 м. Донные иловые отложения окрашивают озеро (на небольших глубинах) в тёмный цвет.

## Флора
На берегах произрастают смешанные леса.
На Кужъере встречаются следующие виды: башмачок настоящий (Венерин башмачок, занесённый в Красную книгу России), кубышка жёлтая, хвощ приречный, тростник.

## Фауна
В ихтиофауне озера отмечается окунь, щука, плотва, карась.

## Экология и охрана природы
В 1976 году озеро отнесено к гидрологическим памятникам природы регионального значения и включено в состав национального парка «Марий Чодра».